# کشاورزی در ارمنستان

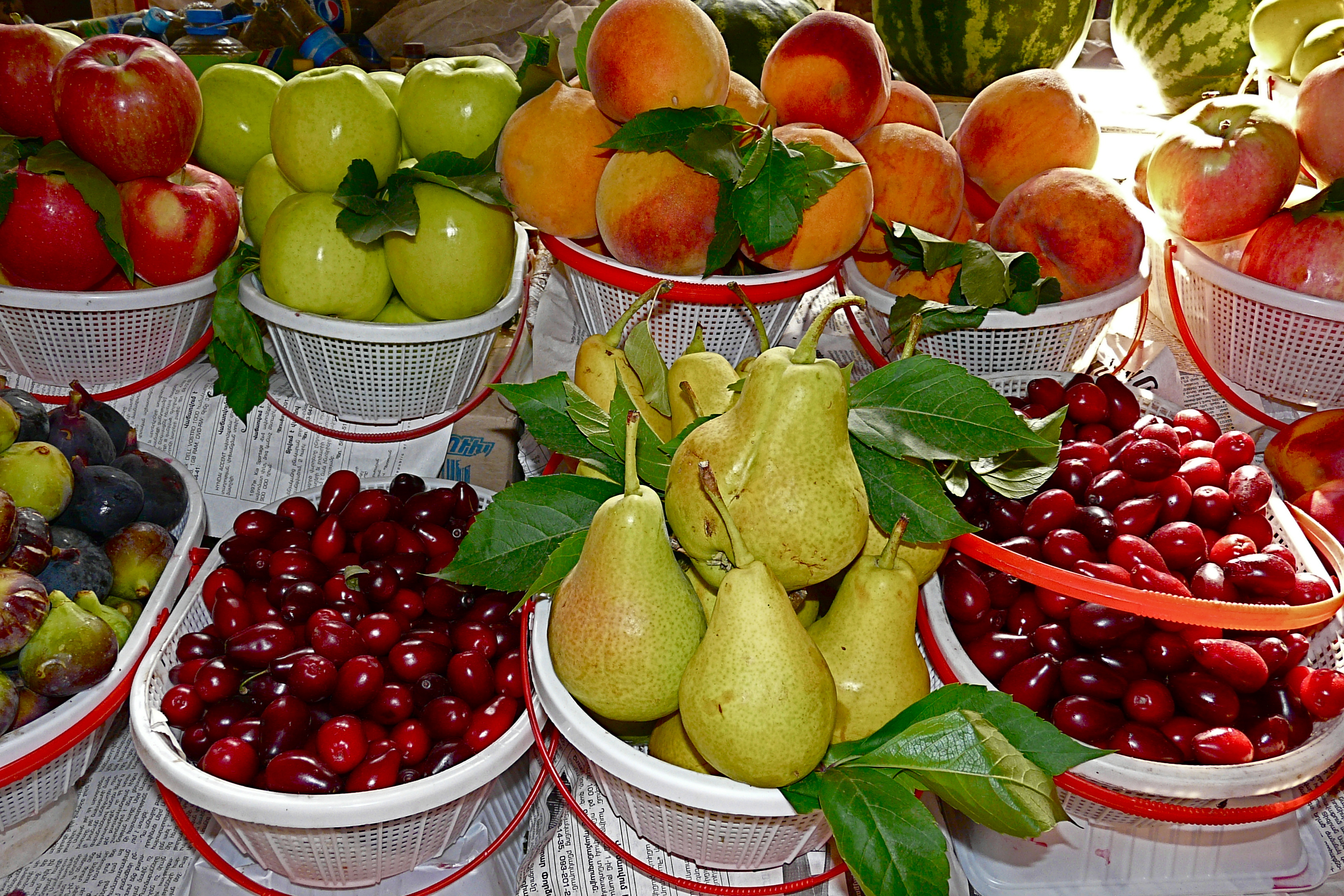

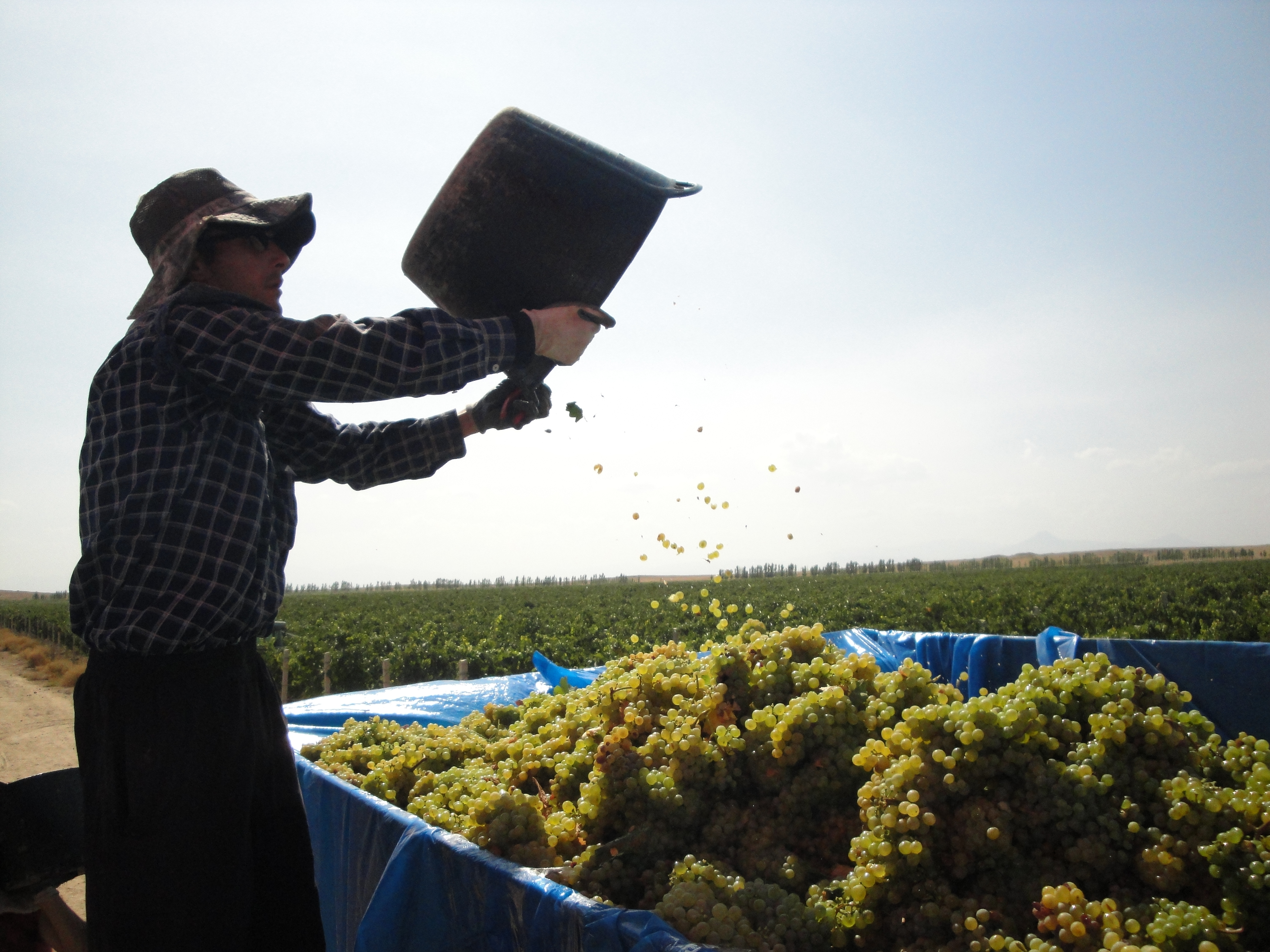

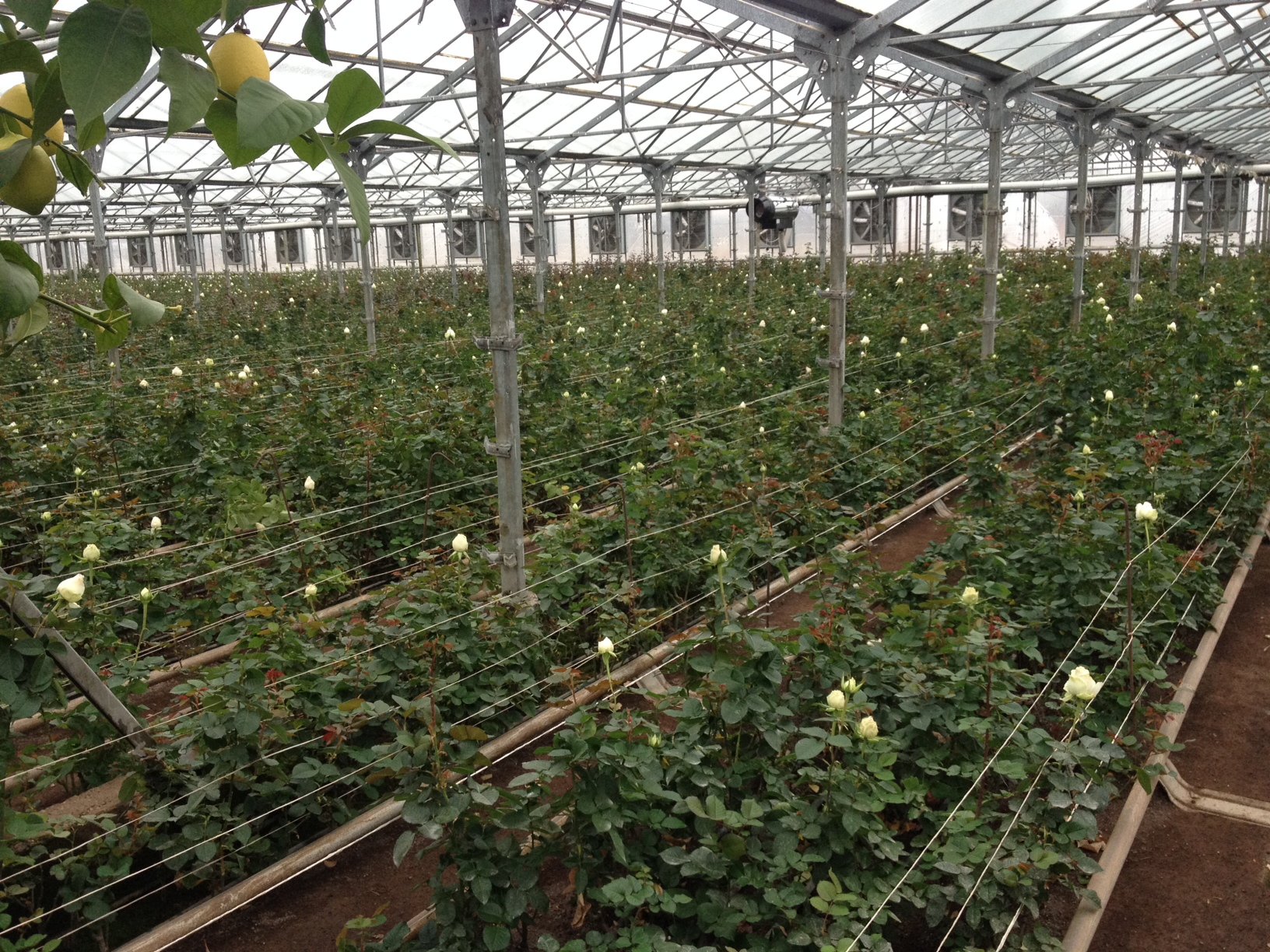

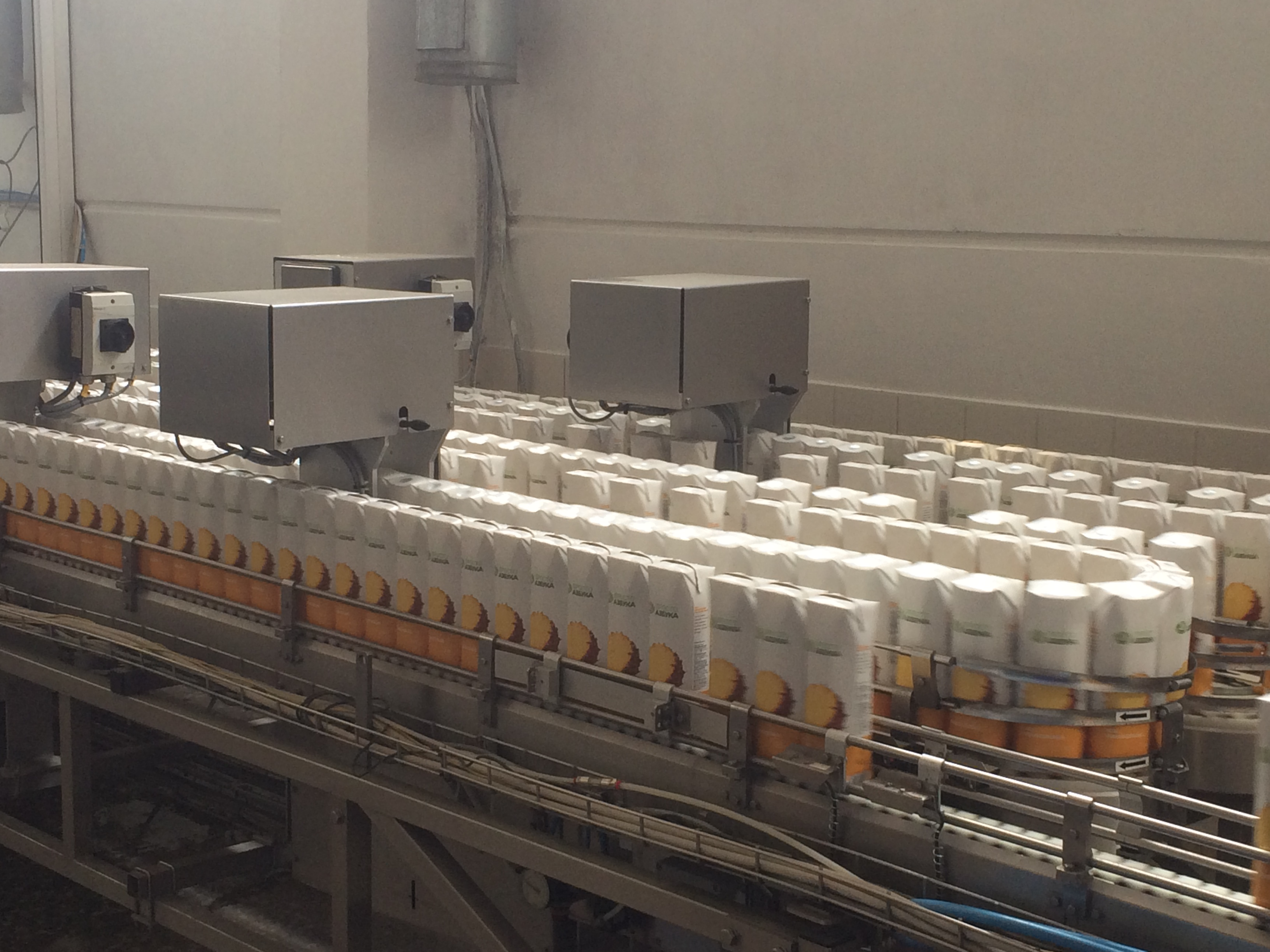
تولید آبمیوه در ارمنستان

جمهوری ارمنستان (به ارمنی: Գյուղատնտեսությունը Հայաստանում) ‏۲٫۱ میلیون هکتار زمین کشاورزی دارد که که ۷۲ درصد از مساحت این کشور است. مهم‌ترین محصولات کشاورزی ارمنستان عبارتند از: گندم، جو، سیب زمینی، گوجه فرنگی، سبزیجات، و میوه. در سال ۱۹۹۱ ارمنستان حدود ۶۵ درصد از میوه خود را وارد می‌کرد. با توجه به شرایط اقلیمی، عمده فعالیت‌های کشاورزی در این کشور در زمینه‌های باغداری و تولید میوه، سبزیجات و صیفی جات تمرکز یافته‌است.